# Hanni Rützler

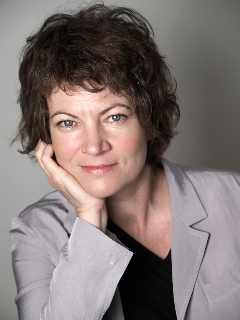
Hanni Rützler (2006)

Hanni Rützler (* 9. Februar 1962 in Bregenz) ist eine österreichische Ernährungswissenschaftlerin und Foodtrendforscherin.

## Leben

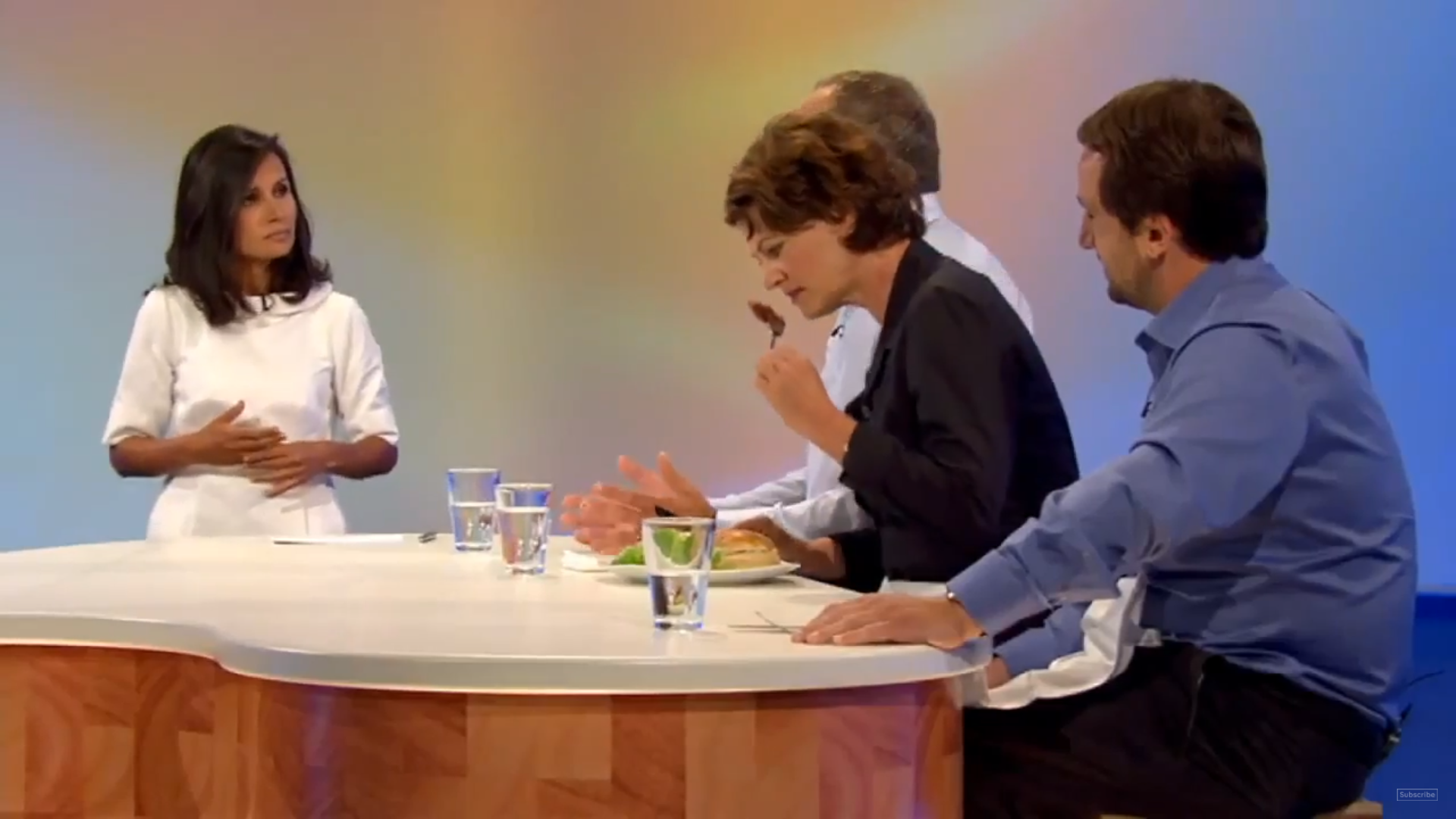
Rützler prüft den ersten kultivierten Hamburger der Welt, 5. August 2013.

Hanni Rützler besuchte das Sacré-Coeur in Bregenz (Matura 1981) und begann nach einem einjährigen Studienaufenthalt in den USA (Michigan Technological University, Houghton) mit dem Studium irregulare der Haushalts- und Ernährungswissenschaften, Psychologie und Soziologie sowie Lebensmittel- und Biotechnologie an der Universität Wien (Abschluss als Mag. rer. nat. im Jahre 1988). Neben einer Ausbildung in Personenzentrierter Gesprächsführung (Abschluss 1991) war sie Mitarbeiterin am interdisziplinären Forschungsprojekt „Ernährungskultur in Österreich“ am Institut für Kulturstudien (IKUS). Seitdem arbeitet sie als freiberufliche Ernährungswissenschafterin, als Beraterin von Food & Beverage-Unternehmen und als Food Trend Forscherin im von ihr gegründeten futurefoodstudio in Wien sowie – seit 2004 – auch als Studienautorin und Referentin für das Zukunftsinstitut von Matthias Horx in Frankfurt am Main und Wien.
Rützler tritt als Referentin auf internationalen Tagungen und Kongressen (u. a. in Berlin, Zürich, Johannesburg, Dubai), als Workshop- und Seminarleiterin sowie als Ernährungsexpertin in Radio, Fernsehen (ORF, RTL) und Printmedien auf.
Sie ist Mitbegründerin des Verbands der Ernährungswissenschafter Österreichs (VEÖ) und war von 1999 bis 2005 Vizepräsidentin der Österreichischen Gesellschaft für Ernährung (ÖGE). Sie war Lehrbeauftragte an der Medizinischen Universität Graz (Universitätslehrgang Public Health) und ist Mitglied zahlreicher wissenschaftlicher Beiräte (u. a. VEÖ, Forum Ernährung heute, Denkwerk Zukunft).
Hanni Rützler ist mit Wolfgang Reiter verheiratet und lebt in Wien und Primmersdorf (Niederösterreich). Sie gehörte zu den ersten öffentlichen Verkostern für In-vitro-Fleisch, das in Form von Hamburgern am 5. August 2013 bei einer Pressekonferenz in London zubereitet worden war.

## Veröffentlichungen
- Bewusst essen – gesund leben. Ueberreuter, Wien 1995, ISBN 3-8000-3563-4.
- Ist mein Kind zu dick? Gewichtsreduktion und gesundes Essverhalten bei Kindern und Erwachsenen leicht gemacht. htp, Wien 1997, ISBN 3-7004-3751-X.
- Future Food – Die 18 wichtigsten Trends für die Esskultur der Zukunft. Zukunftsinstitut, Frankfurt am Main. 2003, ISBN 3-937131-13-2.
- Was essen wir morgen? – 13 Food Trends der Zukunft. Springer, Wien, New York 2005, ISBN 3-211-21535-2.
- Kinder lernen essen – Strategien gegen das Zuviel. Krenn, Wien 2007, ISBN 978-3-902351-94-2.
- Anja Kirig, Hanni Rützler: Food-Styles. Zukunftsinstitut, Frankfurt am Main. 2007, ISBN 978-3-938284-34-6.
- Harry Gatterer, Hanni Rützler u. a.: Österreich 2025 – Trend- und Chancenfelder in und für Österreich. Zukunftsinstitut, Wien 2010, ISBN 978-3-938284-56-8.
- Hanni Rützler, Wolfgang Reiter: Food Change – 7 Leitlinien für eine neue Esskultur. Krenn, Wien 2010, ISBN 978-3-99005-031-6.
- Hanni Rützlers FOODREPORT 2014. Zukunftsinstitut, Frankfurt am Main. 2013, ISBN 978-3-938284-76-6.
- Hanni Rützlers FOODREPORT 2015. Zukunftsinstitut, Frankfurt am Main. 2014, ISBN 978-3-938284-86-5.
- Hanni Rützler, Wolfgang Reiter: Muss denn Essen Sünde sein? Orientierung im Dschungel der Ernährungsideologien. Brandstätter, Wien 2015, ISBN 978-3-85033-857-8.
- Hanni Rützlers FOODREPORT 2016. Zukunftsinstitut, Frankfurt am Main. 2015, ISBN 978-3-945647-00-4.
- Hanni Rützlers Food Report 2022. Zukunftsinstitut, Frankfurt am Main, 2021, ISBN 978-3-945647-80-6[4]
- Hanni Rützlers Food Report 2023. Zukunftsinstitut, Frankfurt am Main, 2022, ISBN 978-3-945647-89-9